# Shannon Sund
Shannon Sund är ett sund i Grönland (Kungariket Danmark). Det ligger i den nordöstra delen av Grönland, 1 700 km nordost om huvudstaden Nuuk.